# Ангел Петлешков
Ангел Петлешков е български търговец, дългогодишен кмет на Брацигово.

## Биография
Роден е около 1810 година в род произхождащ от костурското село Слимница. Занимава се с търговия на строителен материал, забогатява силно и поддържа колониален магазин в Брацигово. Дълги години е кмет на градчето. Около 1850 година се жени за Екатерина Велчева и осиновява сина ѝ Васил, като му дава името си. Васил Петлешков е виден организатор на Априлското въстание в Брацигово.
Умира в 1882 година.